# كول أوف ديوتي: بلاك أوبس 4
كول أوف ديوتي بلاك أوبس 4 (بالإنجليزية: Call of Duty: Black Ops 4)‏، لعبة فيديو من نوع تصويب منظور الشخص الأول وكثيفة اللاعبين على الإنترنت ولعبة بقاء، تم تطويرها من قبل تريارك وسيتم نشرها بواسطة أكتيفجن. هي الجزء الرابع من سلسلة كول أوف ديوتي: بلاك أوبس تقع إحداثها في فترة ما بين بلاك اوبس 2 و بلاك اوبس 3. سيتم إصدار اللعبة في 12 أكتوبر 2018، خلافا لما عهد من إصدار سنوي في نوفمبر من سلسلة كول أوف ديوتي. ستعمل اللعبة على منصات بلاي ستيشن 4، مايكروسوفت ويندوز وإكس بوكس ون، تدعم اللعبة اللغة العربية في منطقة الشرق الأوسط فقط.

## مقدمة
كول أوف ديوتي: بلاك أوبس 4 (بالإنجليزية: Call of Duty: Black Ops 4)، هي لعبة فيديو من نوع تصويب منظور الشخص الأول تم تطويرها من قبل تريارك وسيتم نشرها بواسطة أكتيفجن. هي الجزء الرابع من سلسلة كول أوف ديوتي: بلاك أوبس تقع إحداثها في فترة ما بين بلاك اوبس 2 و بلاك اوبس 3. تم إصدار اللعبة في 12 أكتوبر 2018، خلافا على ماعهدناه من إصدار سنوي في نوفمبر من سلسلة كول أوف ديوتي. تعمل اللعبة على منصات بلاي ستيشن 4، مايكروسوفت ويندوز وإكس بوكس ون.

## التطوير
بدأ تطوير اللعبة بمجرد الانتهاء من بلاك اوبس 3. ولأول مرة قامت الشركة بالاستغناء عن طور القصة وأتخذت تضحية كبيرة باستبداله بطور الباتل رويال الذي يحظى بشعبية كبيرة في الوقت الحالي، في حدث كشف اللعبة بتاريخ 17 مايو 2018 صرح الرئيس التنفيدي مارك لوميا بإن بلاك اوبس 4 ستعجب محبين سلسلة بلاك أوبس من أي جزء فاسلوب اللعب خليط بين الثلاثة أجزاء.

## أطوار اللعب

### اللعب الجماعي
تميز لعبة Black Ops 4 متعددة اللاعبين بعودة المختصين، شخصيات الجندي الفريد مع القدرات والصفات الخاصة. تحتوي اللعبة على مجموعة عشرة متخصصين، ستة منهم (Ruin ، Prophet ، Battery ، Seraph ، Nomad ، Firebreak) هي الشخصيات التي تعود من Black Ops III ، في حين أن الأربعة الآخرين (Recon ، Ajax ، Torque ، Crash) هي إضافات جديدة. كما سيعرض أيضًا خمس خرائط مفضلة للمروحة هي Jungle و Slums و Summit و Firing Range و Nuketown. ذكر تريارك أن الخرائط ستكون متاحة لجميع اللاعبين عند الإطلاق باستثناء Nuketown التي ستصل في نوفمبر.
تم أيضًا إعادة تشغيل لعبة لعبة فيديو جماعية مع تغييرات متنوعة لمزيد من اللعب التكتيكي والعمل الجماعي. تتم إزالة التجديد التلقائي للصحة لصالح نظام الشفاء اليدوي (مع وجود كل لاعب لديه شريط صحي) ، يتم الآن إعطاء الأسلحة أنماط الارتداد التنبؤية، ويستخدم نظام المقذوفات المختلط، وذلك باستخدام كل من الضرر hitcan وقذيفة على عكس مجرد hitscan . كما تم التأكيد على تخصيص السلاح، مما يسمح بتخصيص أعمق لترسانات اللاعبين ؛ يتم أيضًا تزويد المرفقات بالمستويات، مع توفير ترقيات من المستوى الثاني لإدخال تحسينات أكبر على الأسلحة. تعرض بعض الأسلحة أيضاً Modations Moders ، التي تغير بشكل كبير كيفية عمل السلاح، بينما تكلف جزءًا كبيرًا من فتحات التخصيص الـ 10 لكل صف. بالإضافة إلى ذلك، تتضمن اللعبة المقر التخصصي، وهو عبارة عن وضع منفرد يضم برامج تعليمية تعتمد على المهارات والتي تحتوي على قصص عن مختلف المتخصصين في اللعبة. يتم تعيين البعثات في نفس العالم السرد لحملات العمليات السوداء، بين أحداث بلاك أوبس II و بلاك أوبس III.

### الزومبي
طور الزومبي وهي ما اشتهرت به تريارك عائد وبقوة في هذا الجزء ولأول مرة في تاريخ السلسلة سيتم توفير 3 خرائط زومبي عند الإطلاق وهم كالآتي: رحلة اليأس سوف تنحصر في سفينة آر إم إس تيتانيك,LX أو 9 سوف تقع في Ancient Rome , وخريطة دماء الاموات وهي خريطة من call of duty black ops 2 ,وهي تحدث في مرة 2 في سجن Alcatraz Federal Penitentiary, بالإضافة إلي ذلك فيوجد خريطة رابعة لم يتم الإعلان عنها لمن يطلب النسخة الخاصة 100$ أو 130$. قصة جديدة بالكامل في رحلة الياس و 9 وعودة للقصة القديمة لابطالنا الاربعة في دماء الاموات وهو ريماستر لخريطة «موب اوف ذا ديد» الشهير في بلاك اوبس 2 مع إضافة بعض المناطق الجديدة. جيسون بلندل الرئيس التنفيدي لطور الزومبي صرح بأنه سيكون أعمق من ناحية الإلغاز والتعديلات على طريقة اللعب.

### بلاك اوت
طور البلاك اوت أو الباتل رويال سيحتوي على عالم بلاك اوبس من شخصيات وأسلحة وخرائط حتى شخصيات الزومبي واماكن من الزومبي. ستكون كلها في مكان واحد كبير حيث يكون البقاء للأقوى، تم تأكيد خريطة «نيوكتاون» الشهيرة بإنها ستتواجد في البلاك أوت في المنتصف تحديدا.في Blackout ، ما يصل إلى 100 لاعب، الذين يمكنهم اختيار اللعب مثل Solo أو Duos أو Quads (فرق من 4) ، يسقطون في الخريطة عن طريق طائرات الهليكوبتر، ويجب عليهم البحث عن النهب من أجل البقاء على قيد الحياة مثل آخر شخص (أشخاص) يقفون، بينما تنهار دائرة وتضيق مساحة منطقة اللعب. بالإضافة إلى الأسلحة العادية، يمكن للاعبين تجهيز مجموعات الصحة، والدروع، وأنواع الذخيرة، والملحقات، فضلا عن المواد الاستهلاكية. أعداء الزومبي التي تسيطر عليها منظمة العفو الدولية تفرخ أيضا في مواقع تحت عنوان الكسالى، مثل اللجوء أو المنارة، وعند قتلهم تسقط عناصر الزومبي المسروقات، مثل راي غان أو قرد الصنج. العديد من المركبات، مثل ATV و المروحية ، متاحة أيضًا للقتال حول الخريطة

### الإصدار التجريبي
3 أغسطس حتى 6 أغسطس حصري للبلايستيشن 4.
10 أغسطس حتى 13 أغسطس للبلايستيشن والاكس بوكس.
11 أغسطس حتي 13 أغسطس لمايكروسوفت ويندوز.

## روابط خارجية
- كول أوف ديوتي: بلاك أوبس 4 على موقع IMDb (الإنجليزية)